# カザフスタンの地質
カザフスタンの地質（カザフスタンのちしつ）は、ユーラシアプレートの中央部に位置し、先カンブリア時代のクラトンから新生代の堆積層に至るまで、非常に多様な地質構造を有している。

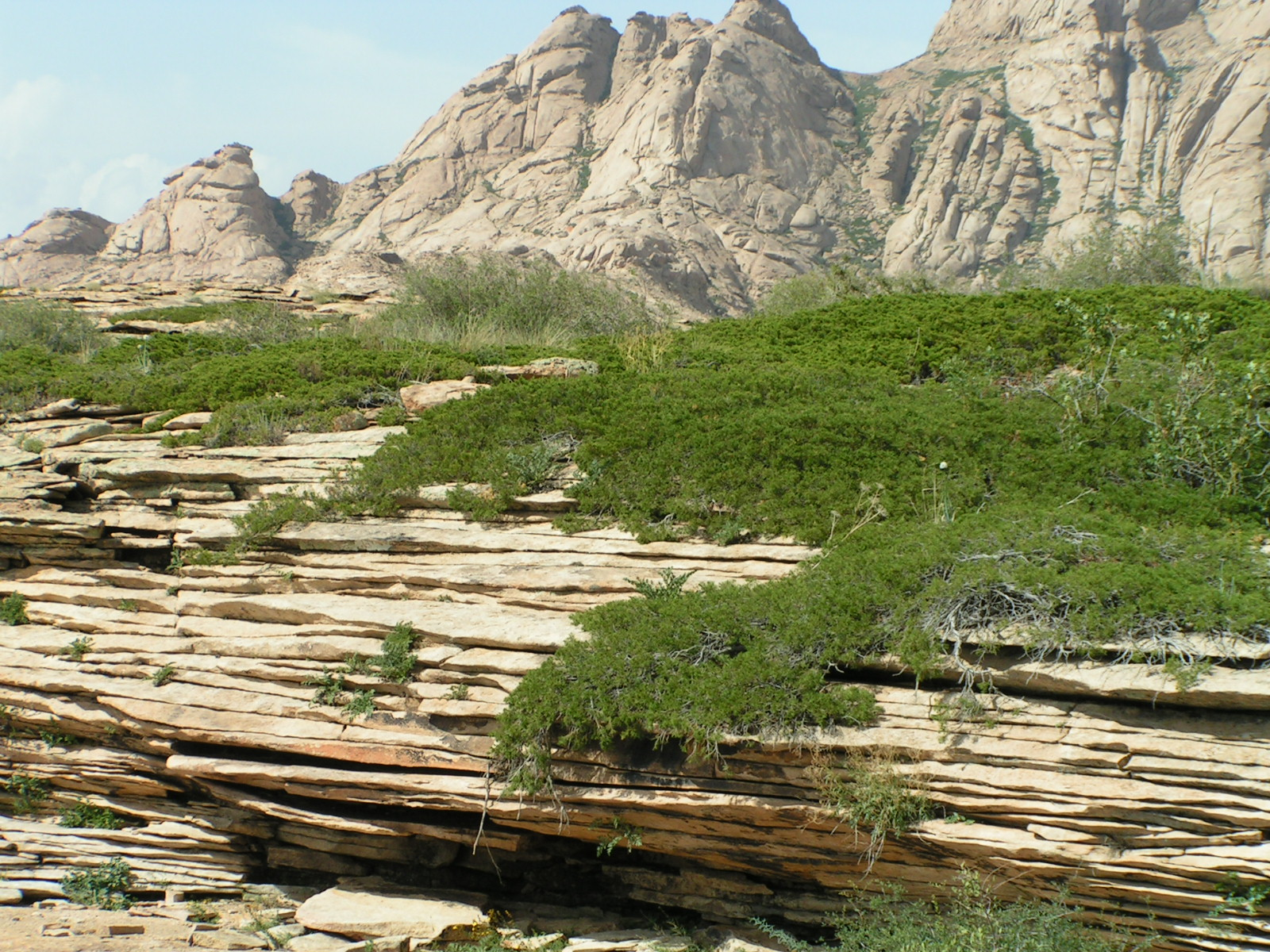
Rock outcrop at Bektau Ata

## 地質学的歴史・層序・テクトニクス
カザフスタンは、複雑な構造を持つプレートの集合地帯に位置しており、ユーラシアプレート内における重要な構造単位のひとつである。
古生代の間、この地域は複数のテレーンの合体によって形成されたと考えられている。これらの構造単位には、ジュンガル、トゥラン、カザフスタン中央オロゲン、ウラル・モビルベルト、アルタイ・サヤンなどが含まれる。
先カンブリア時代には、クラトン基盤が西カザフスタンに広がり、変成岩や花崗岩を含む深成岩体が存在する。これにより、バルカシュ–アルタイ地域の基盤岩は特に重要とされる。
カンブリア紀からデボン紀にかけての堆積物や火山活動は、中央カザフスタンにおける沈み込み帯や島弧の存在を示唆している。これらは、後の造山運動により変成を受けて現在の構造帯を形成した。
石炭紀およびペルム紀には、カザフスタン構造体の統合とそれに伴う山地形成が進行した。これにより、ウラル造山帯やアルタイ山脈の基盤となる構造が完成したと考えられている。
以降の中生代および新生代では、主に浸食と堆積が卓越し、構造運動は限定的である。ただし、南部と東部ではインドプレートの衝突に伴う変形がテンシャン山脈を含む地域に顕著に現れている。

### 古生代

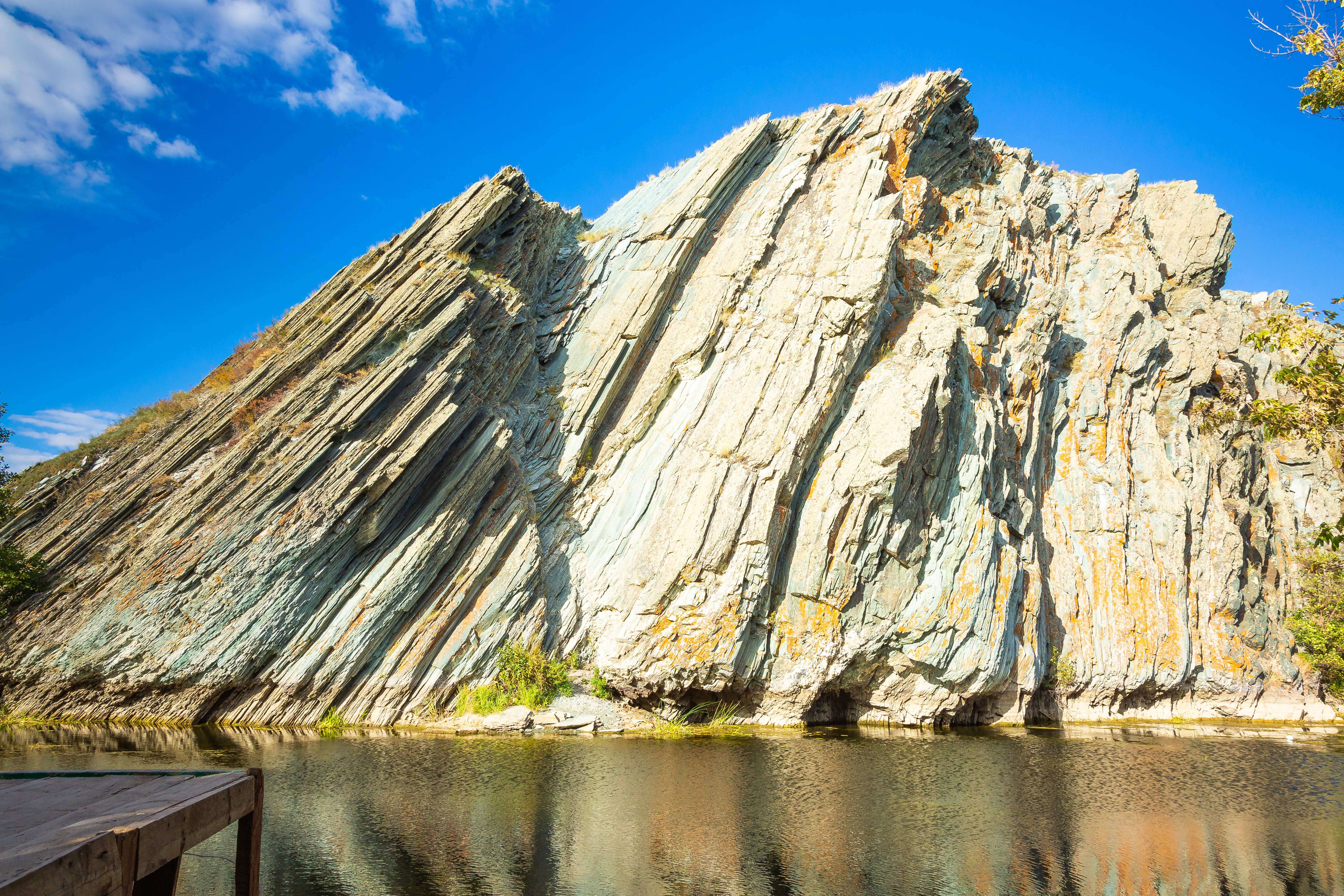
エビタ川沿いの岩石露頭（カザフスタン西部アクトベ州）

古生代のカザフスタンは、火山活動、プレートテクトニクス、海進と海退、および造山運動を伴う複雑な地質イベントの舞台であった。
オルドビス紀およびシルル紀には、中央カザフスタンとジュンガル地域にかけて、火山岩と堆積岩の厚い層が形成された。これらは、島弧あるいは後背弧盆地に由来すると考えられている。
デボン紀には複数のテレーンが統合されつつあり、海洋地殻のオフィオライトや付加体の形成が見られた。これにより、カザフスタン・オロゲンと呼ばれる複雑な構造体が発達した。
石炭紀後期からペルム紀にかけては、カザフスタンは大規模な造山帯の形成期を迎えた。この時期にウラル造山運動が進行し、西方のスラブ・クラトンと衝突し、最終的にユーラシア大陸の原型の一部となった。
このような地質史は、プレートの収束帯に特有の褶曲帯、変成作用、深成岩の貫入などの記録によって裏付けられている。

### 中生代および新生代

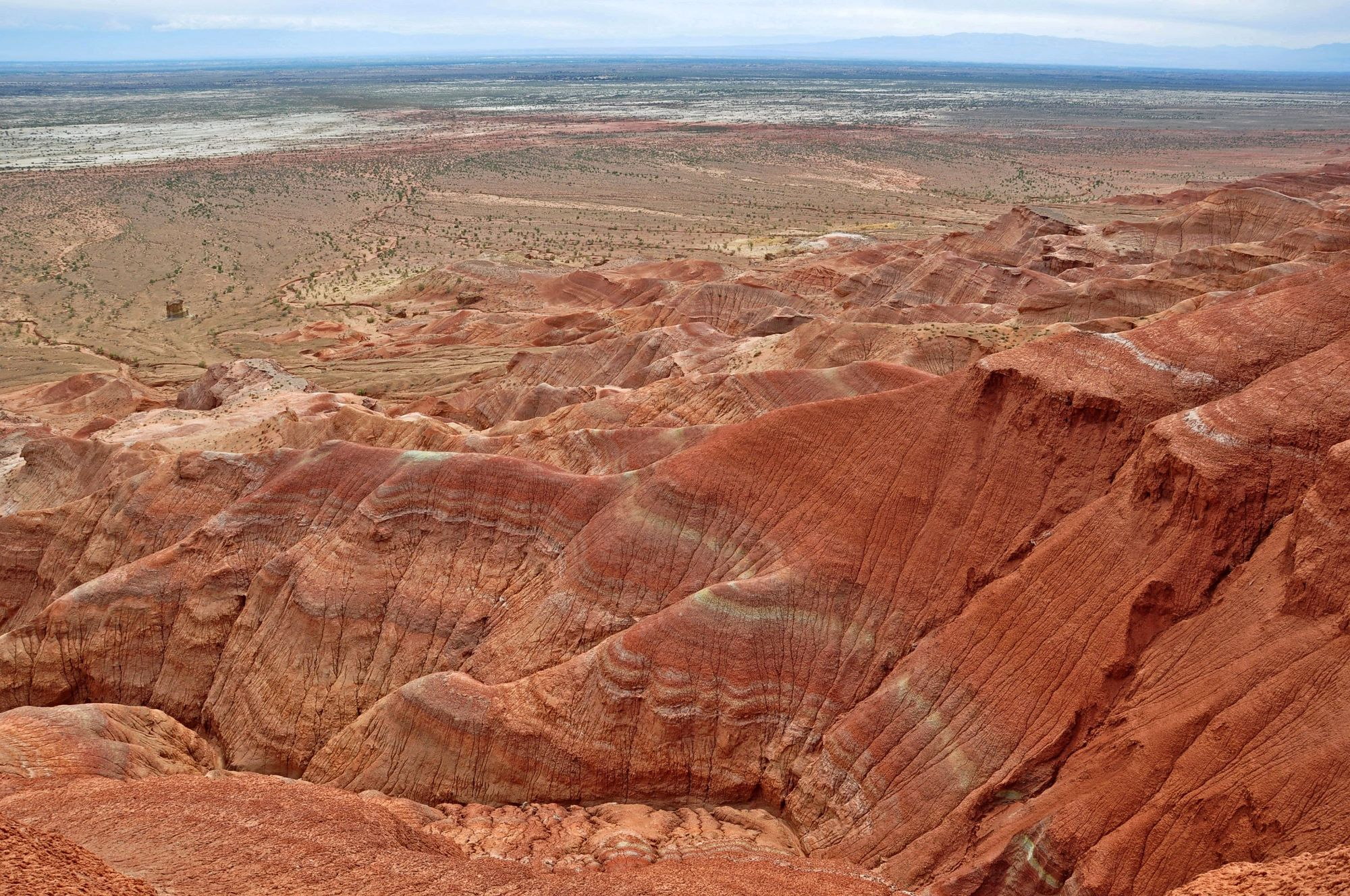
カザフスタン東部の古第三紀岩層

中生代および新生代の時期、カザフスタンの大部分は大陸地殻上にあり、主に浸食と陸成堆積が卓越していた。
三畳紀から白亜紀にかけての地層には、砂岩、礫岩、粘土岩などの非海成堆積物が広く見られる。これらは河川、氾濫原、および湖成環境で堆積したと考えられている。恐竜化石なども一部地域で報告されている。
古第三紀（暁新世から漸新世）には、湖や内陸盆地で形成された頁岩や石炭層が発達した。これらは、今日の石炭および炭化水素資源の一部となっている。
新第三紀以降、とくに第四紀には、南部や東部のテンシャン山脈やジュンガル・アラタウ山脈で活発な隆起と地殻変動が発生し、現在の地形の骨格が形成された。
このような変化は、インドプレートがユーラシアプレートと衝突したことによる造山運動の遠隔的な影響と考えられる。

## 地質調査
カザフスタンでは、20世紀を通じて大規模な地質調査が行われてきた。とくにソビエト連邦時代には、広範囲にわたる地質図作成と鉱床探査が進められた。
カザフスタン国立地質調査所（Kazgeologiya）やカザフスタン国立鉱業大学（現在のカザフスタン国立技術大学）が中心となり、構造地質、堆積学、古生物学などの研究が活発に行われた。また、多くのボーリング調査や地球物理探査も並行して実施された。
ソ連崩壊後は、国際的な共同研究や外国資本の参入が進み、国際地質科学連合（IUGS）やユネスコの枠組みのもとで、カザフスタンの地質資源と構造に関する研究が継続している。
現在では、GISや衛星リモートセンシング、鉱物資源モデリングなどの先端技術を用いた新たな調査手法も導入されており、地質調査の精度と範囲が大幅に拡大している。

## 資源地質学
カザフスタンは、世界有数の鉱物資源国のひとつであり、その地質構造は多種多様な金属鉱床とエネルギー資源を含んでいる。
同国には、ウラン、クロム、マンガン、銅、鉛、亜鉛、ボーキサイト、金、鉄鉱石、石炭、石油、天然ガスなどの重要資源が埋蔵されている。とくにカラガンダ炭田、テンゲズ油田、クズバス鉱床帯などが代表的な鉱床である。
鉱床の多くは、古生代および中生代の堆積盆地や火成岩体に関連しており、スカルン鉱床、熱水鉱床、成層状鉱床などのタイプが分布している。
また、カスピ海沿岸地域には広大な石油地帯が存在し、近年では深層ガス田の探査と開発も進行している。
カザフスタン政府は、これらの資源の国家戦略的位置づけを重視しており、外国企業との合弁事業や輸出インフラの整備を通じて、資源経済の国際的展開を進めている。